# MGM Grand Garden Arena
Il MGM Grand Garden Arena è un'arena situata a Paradise, nella zona sud della città di Las Vegas, nei pressi dell'MGM Grand Hotel & Casino. L'arena, inaugurata nel 1993, è principalmente utilizzata per grandi eventi sportivi e concerti. Ha ospitato importanti eventi come i Billboard Music Award e VH1 Divas Live, inoltre, eventi sportivi di pugilato o la Ultimate Fighting Championship. Dal 1996 al 2000 è stato registrato il programma sportivo di Wrestling WCW Halloween Havoc, della TV americana WCW. Il 25 maggio 2019 ha ospitato il primo PPV della AEW, Double or Nothing.

## Concerti
- Black Sabbath - 13 World Tour il 1º settembre 2013.
- U2 - Vertigo Tour il 4-5 novembre 2005.
- Britney Spears - Oops!... I Did It Again World Tour il 4 agosto 2000;
l'8 novembre 2001 con Dream Within A Dream Tour;
il 6 marzo 2004 con l'Onyx Hotel Tour;
il 25 aprile 2009 con The Circus Starring Britney Spears;
il 25 giugno 2011 con il Femme Fatale Tour.
- Elton John e Billy Joel - Face to Face Tour il 25 marzo 1995.
- Barbra Streisand - il 31 dicembre 1993.
- The Bee Gees - One Night Only Tour nel 1997.
- Cher nel 1999 con Do You Believe? Tour.
- Pearl Jam il 22 ottobre 2000, il 6 giugno 2003 e il 6 luglio 2006.
- Sarah Brightman il 13 marzo 2004.
- Spice Girls il 28 giugno 2007 con Return of the Spice Girls.
- Taylor Swift nel 2011 con Speak Now World Tour.
- Madonna 1-2 settembre 2001 con il Drowned World Tour;
il 29-30 maggio 2004 con il Re-Invention Tour;
il 27-28 maggio 2006 con il Confessions Tour;
l'8-9 novembre 2008 con lo Sticky and Sweet Tour;
il 13-14 ottobre 2012 con The MDNA Tour.
- Lady Gaga 19 luglio 2014 e 1º agosto 2014 con l'artRave: The Artpop Ball;
- Post Malone il 14 marzo 2020

## Boxe
- Oscar De La Hoya vs Floyd Mayweather

- Manny Pacquiao vs Oscar de la Hoya

- Floyd Mayweather vs Manny Pacquiao

- Floyd Mayweather vs Canelo Álvarez
- George Foreman vs Michael Moorer
- Mike Tyson vs Evander Holyfield I e II
- Deontay Wilder vs Tyson Fury II
- Gervonta Davis vs Frank Martin
- Manny Pacquiao vs Juan Manuel Márquez IV
- Canelo Álvarez vs Caleb Plant